# Uzbekistan
Uzbekistan, službeno Republika Uzbekistan je država u središnjoj Aziji, bez izlaza na more. Graniči na sjeveru i zapadu s Kazahstanom, na istoku s Kirgistanom i Tadžikistanom, na jugozapadu s Turkmenistanom te na jugu s Afganistanom. Glavni grad je grad Taškent. Službeni jezik je uzbečki. Površina je 448 978 km2. Broj stanovnika zemlje veći je od 36 milijuna ljudi. Valuta je som. Republika Uzbekistan sastoji se od 12 regija, grada Taškent i Republike Karakalpakstan, te je autonomna republika. Uzbekistan je član ZND-a, UN-a, Organizacije za sigurnost i suradnju u Europi i Šangajska organizacija za suradnju. Glavna religija je islam, a većina Uzbeka su muslimani.

## Zemljopis
Više od 4/5 teritorija čine slabo naseljene ravnice, dijelovi velike Turanske nizine: na krajnjem zapadu Uzbekistanu pripada dio Ustjurtske visoravni i južna polovica Aralskog jezera (teško onečišćenog u doba Sovjetskog Saveza), a u središnjem dijelu nalazi se pustinja Kizilkum. Na istoku zemlje nalaze se planine, dijelovi Tien Šana, te Gissara i Alaya, u čijim podnožjima živi većina stanovništva. Najviši vrh je Beštor, 4300 m.
Zapadni dio države zauzima autonomna republika Karakalpačka.

## Povijest
Na području današnjeg Uzbekistana i okolnih zemalja postojale su u prvom tisućljeću prije Krista države Sogdiana i Baktrija koje su u doba Ahemenida dospjele pod vlast Perzijskog Carstva. U 8. stoljeću poslije Krista Arapi su donijeli Islam, a u 13. st. zemlja je bila dio države Džingis-kana. Uzbečka plemena, porijeklom turkijsko-mongolska, doselila su se na ovaj prostor u 15. i 16. stoljeću pod vlašću Abu'l-Hayr kana i njegovog unuka Muhameda Šajbanija čiji su nasljednici, dinastija Šajbanida, vladali do početka 17. stoljeća. Naslijedili su ih Aštarhanidi (Astrahanidi) pod čijom je vlašću snaga države opadala, pa je područje Uzbekistana tijekom 18. stoljeća podijeljeno na tri kanata: Hivski (jugoistočno od Aralskog jezera), Buharski i Kokandski (u Ferganskoj dolini).
U drugoj polovici 19. stoljeća kanate je zauzelo Rusko Carstvo, a nakon oktobarske revolucije 1917. Središnja Azija bila je poprište pobune anti-boljševičkih gerilaca Basmači koja je ugušena tek sredinom 20-ih. Uzbečka Sovjetska Socijalistička Republika proglašena je 1924.
Nakon raspada Sovjetskog Saveza i neovisnosti u zemlji su nastavili vladati vođe komunističke partije s kraja sovjetskog perioda, među kojima je i predsjednik Islam Karimov. Otvoreno suprotstavljanje vlastima se ne tolerira. U 1999. i 2004. u Uzbekistanu se dogodilo nekoliko terorističkih napada za koje vlasti okrivljuju radikalne islamiste.

## Stanovništvo
Uzbekistan je najmnogoljudnija od bivših sovjetskih republika Središnje Azije. Većinu stanovništva čine Uzbeci, turkijski narod čija je religija tradicionalno sunitski Islam. Stalno stanovništvo Uzbekistana 9. studenog 2022. bilo je više od 36 milijuna. Prosječni životni vijek stanovnika 2022. godine bio je 73,8 godina.
Etnički sastav stanovništva Uzbekistana u 2021. godini:
- Uzbeci 29,2 milijuna ljudi, odnosno 84,4% stanovništva.
- Tadžici 1,7 milijuna ljudi.
- Kazahi 821,2 tisuće ljudi.
- Karakalpaci 752,7 tisuće ljudi.
- Rusi 720,3 tisuće ljudi.
- Kirgizi 291,6 tisuće ljudi.
- Turkmeni 206,2 tisuće ljudi.
- Tatari 187,3 tisuće ljudi.
- Korejci 174,2 tisuće ljudi.
- Ukrajinci 67,9 tisuća ljudi.
- Azerbajdžanci 41,2 tisuće ljudi.
- Bjelorusi 18,5 tisuća ljudi.
- Ostale nacionalnosti: 426,4 tisuće ljudi[4]

## Gospodarstvo
Razvoj gospodarstva koče uplitanje države, restriktivni trgovinski propisi i nekonvertibilnost domaće valute udružena s visokom inflacijom. Poljoprivreda još uvijek dominira, a najvažnija grana je uzgoj pamuka. Značajan je i izvoz zlata te zemnog plina. BDP je u 2003. bio 1.700 USD po stanovniku, mjereno po PPP-u.

## Kultura

### UNESCO-va mjesta svjetske baštine
Uzbekistan ima pet kulturnih i dva prirodna mjesta na UNESCO popisu svjetske baštine. Kulturna mjesta su:
- Ičan Kala (Hiva), dodano 1990.
- Povijesno središte Buhare, dodano 1993.
- Povijesno središte Šahrisabz, dodano 2000.
- Samarkand – Raskrižje kultura, dodano 2001.
- Put svile Koridor Zarafshan-Karakum, dodano 2023.[5][6]

Prirodna mjesta su:
- Zapadni Tanšan, dodano 2016.
- Hladne zimske pustinje Turan, dodane 2023.[7]

### Obrazovanje
Uzbekistan ima visoku stopu pismenosti. Oko 99,9% odraslih starijih od 15 godina zna čitati i pisati. Međutim, budući da se trenutno samo 76% stanovništva mlađeg od 15 godina obrazuje (a samo 20% djece u dobi od 3 do 6 godina pohađa predškolsku ustanovu), ta bi se brojka u budućnosti mogla smanjiti.[nedostaje izvor] Učenici pohađaju školu od ponedjeljka do subote tijekom školske godine, a formalno obrazovanje završava krajem 11. razreda. Prema Zavodu za statistiku Uzbekistana, broj općih obrazovnih ustanova u Uzbekistanu na početku akademske godine 2022./2023. bio je 10 522. Na početku akademske godine 2022./2023. udio dječaka u broju učenika u općim srednjim obrazovnim ustanovama bio je 51,3%, dok je udio djevojčica bio 48,7%.[nedostaje izvor]
Javni izdaci za obrazovanje u Uzbekistanu u 2019. godini iznosili su 5,6% BDP-a, a u 2021. godini 6,2% BDP-a. U 2019. godini, od ukupnih izdataka za obrazovanje, vlada je najveći udio potrošila na srednjoškolsko obrazovanje (oko 65%), predškolsko obrazovanje (21%), visoko obrazovanje (10%) i srednjoškolsko specijalno obrazovanje (4%).[nedostaje izvor]
U 2023. godini, UNICEF je podržao Vladu Uzbekistana u izradi Plana za reformu obrazovanja, koji ima za cilj ujediniti napore vlade, razvojnih partnera, učitelja, roditelja, učenika i školskih zajednica kako bi se postigli zacrtani strateški ciljevi transformativnog kvalitetnog obrazovanja .

## Vanjske poveznice
Sestrinski projekti
|  | Zajednički poslužitelj ima stranicu o temi Uzbekistan    |
|  | Zajednički poslužitelj ima još gradiva o temi Uzbekistan |
|  | Wječnik ima rječničku natuknicu Uzbekistan               |

1. ↑  Statistička agencija pod predsjednikom Republike Uzbekistan
2. 1 2  World Economic Outlook Database, November 2023 Edition. (Uzbekistan). IMF.org. International Monetary Fund. 10. studenoga 2023. Pristupljeno 12. studenoga 2023.
3. ↑  Uzbekistan population surpasses 36 million (engleski). ashkenttimes.uz. 9. prosinca 2022. Inačica izvorne stranice arhivirana 12. prosinca 2022. Pristupljeno 12. prosinca 2022.
4. ↑  Podaci o etničkom sastavu stanovništva Uzbekistana  2021/08/20. Statistics Agency of Uzbekistan. Pristupljeno 30. svibnja 2025.
5. ↑  Silk Roads: Zarafshan-Karakum Corridor has been recommended for the inscription on the UNESCO World Heritage List. www.unesco-iicas.org (engleski). Pristupljeno 18. rujna 2023.
6. ↑  Silk Roads: Zarafshan-Karakum Corridor: 7–9. Pristupljeno 18. rujna 2023. journal zahtijeva |journal= (pomoć)
7. ↑  Uzbek. UNESCO. Pristupljeno 20. srpnja 2017.
8. ↑  UNICEF-Education reforms in Uzbekistan. uzdaily.uz. Rujan 2023